# Allmovie
Allmovie (tidigare All Movie Guide) är en databas över filmer och filmrelaterade personer. Allmovie använder allmänna nyckelord och kategorisering i genre/typ, samt nyckelord för tema och stämning för att få mer träffande beskrivningar av filmerna. Den 6 oktober 2004 hade All Movie Guide 264 932 filmer inlagda. Filmerna betygsätts med en skala från en till fem stjärnor (inklusive halva stjärnor) av webbplatsen och registrerade användare samt recenseras av anställda personer. Allmovie är en del av All Media Guide som även driver Allmusic och Allgame.